# 静香のコンサート'89秋スペシャル
『静香のコンサート'89秋スペシャル』（しずかのコンサート エイティナイン あきスペシャル）は、工藤静香通算2作目のライブ・ビデオ。1990年2月21日発売。発売元はポニーキャニオン。規格品番：PCVP-10134（VHS）。2007年9月19日にDVD化された。

## 解説
1989年11月5日に東京厚生年金会館で開催された公演を収録した映像作品。
開催日から一ヶ月前に発表されたミニ・アルバム『カレリア』（1989/10/4発売、PCCA-00004）がヘルシンキ・フィルハーモニー管弦楽団を起用したストリングス・サウンドだった背景もあり、当アルバム収録楽曲（M-12・13・14）が歌われる際、ステージ上に弦楽団が登場した。
ソロ・デビュー曲「禁断のテレパシー」から、ライブ開催時の最新シングル「黄砂に吹かれて」まで全8枚のシングルA面曲のうち、「MUGO・ん…色っぽい」以外の歌唱映像が収録された。ほか、うしろ髪ひかれ隊の楽曲「Honey」「メビウスの恋人」「立つ鳥跡を濁さず」のソロ･ヴァージョンが披露されている。
VHS・LD（PCLP-00027）のほか、2007年9月19日にはソロ・デビュー20周年を記念し、それまでに発表された全ライブビデオを収納したDVD-BOX『Shizuka Kudo THE LIVE DVD COMPLETE BOX』（PCBP-51826）がリリースされ、本作品も初めてDVD化された。

## 収録曲
1. 哀しみのエトランゼ
2. 禁断のテレパシー
3. 嵐の夜のセレナーデ
4. 恋一夜
  - 箱根彫刻の森美術館 イメージソング。
5. Honey
  - うしろ髪ひかれ隊のアルバム『BAB』（1988/3/21発売、D32A-0353）収録曲。
6. パッセージ
7. 夏がくれたミラクル
8. 永遠の防波堤
  - シングルのカップリング曲の中でも、ライブで披露される機会が多いナンバー。
9. メビウスの恋人
  - うしろ髪ひかれ隊の3rdシングル曲。
  - フジテレビ系TVアニメ『ついでにとんちんかん』エンディング・テーマ。
10. 立つ鳥跡を濁さず
  - うしろ髪ひかれ隊の2ndシングル「あなたを知りたい」B面曲。
  - フジテレビ系TVアニメ『ハイスクール!奇面組』エンディング・テーマ。
11. 嵐の素顔
12. 丘の上の小さな太陽
13. 美粧の森
14. カレリア
15. Again
16. 抱いてくれたらいいのに
17. 黄砂に吹かれて
  - 太陽誘電カセットテープ「That's」CMソング。
18. 天使みたいに踊らせて
19. 秋子
20. FU-JI-TSU
21. Epilogue

## 関連作品
- BAB（うしろ髪ひかれ隊のアルバム） - M-5・9
- MYこれ!クション うしろ髪ひかれ隊BEST - M-9・10
- ミステリアス - M-1〜3・6・15
- JOY - M-4・18
- カレリア - M-12〜14
- Shizuka Kudo 20th Anniversary the Best - M-2・4・11・15〜17・20
- 20th Anniversary B-side collection - M-7・8・19